# Вавож
Ваво́ж — село в Вавожском районе Удмуртии. В Вавоже размещены органы местного самоуправления Вавожского района и Вавожского сельского поселения.

## География
Село расположено при слиянии рек Ува и Вала в 133 км к западу от Ижевска.
В селе действует гидропост. С 1933 года в Вавоже на постоянной основе проводятся гидрологические наблюдения.

## История
Название села связано с названием реки Ва (рус. Ува) и удмуртским словом вож («устье реки», «перекрёсток»). Таким образом, название села буквально означает «Устье реки Ва». Вавож (прежнее назв. Вавож-Можга) был основан представителями рода Можга. Селение является одним из наиболее старых в окру́ге; упоминание о нём встречается ещё в 1710 году.
В начале XIX века Вавож стал центром Вавожской волости.
В 1751 году в Вавоже был создан православный приход, а в следующем году построена деревянная церковь. В 1835 году была освящена каменная церковь святителя Николая, построенная по проекту архитектора Дудина. В 1841 году при церкви открылась первая в Вавоже школа, в 1867 году она была передана в ведение земства. В 1899 году в селе открылось двухклассное начальное училище (срок обучения в нём составлял пять лет). В 1895 году появилась бесплатная библиотека-читальня.
С 1910 по 1912 год в вавожской школе учился Кузебай Герд.

### Революция и Гражданская война
Советская власть в Вавоже установилась 13 января 1918 года. Однако в селе долгое время не было большевистской ячейки, а комитет бедноты начал функционировать только весной 1918-го. Весной и летом большевистские продотряды проводили постоянные реквизиции продовольствия, вызывая недовольство жителей села.
В 1918 году под влиянием Ижевско-Воткинского восстания в Вавоже произошло крестьянское восстание против советской власти, вызванное недовольством проводимой большевиками политикой продразвёрстки.
28 августа в Вавоже собрался народный сход, постановивший арестовать большевистское руководство, начать мобилизацию населения волости, а также отправить в Ижевск делегацию с просьбой прислать оружие. 2 сентября в Вавож вошел отряд красной армии (2-й батальон 19-го Уральского полка — 400 штыков, 2 орудия, 9 пулеметов), однако большинство населения бежало из села. 10 сентября, после того, как из Ижевска были доставлены около 500 винтовок, повстанцы атаковали Вавож и после трехчасового боя захватили село, при этом в руки вавожских повстанцев попали пулеметы и два орудия.
В Вавоже были сформированы две роты под командованием бывшего штабс-капитана Логинова. Под контроль вавожских повстанцев перешла вся Вавожская волость. Вновь установить здесь советскую власть удалось только в конце октября, когда Вавож был взят отрядами 2-й сводной дивизии Азина.
Во время наступления армии Колчака в Вавоже располагался штаб 21-й стрелковой дивизии красных. 22 апреля 1919 года Вавож был занят армией Колчака. В мае вокруг села шли бои, а 3 июня красная армия окончательно взяла Вавож.

### Советские годы
С 1929 года Вавож стал центром Вавожского района. В 1938 году вавожская церковь была закрыта, с неё сброшены малые купола и кресты. В 1959 году был разрушен церковный купол и колокольня.
Во время Великой Отечественной войны в Вавож был эвакуирован детский сад из города Кировска Мурманской области.

## Население
| 1959  | 1970  | 1979  | 1989  | 2002  | 2010  | 2012  |
| ----- | ----- | ----- | ----- | ----- | ----- | ----- |
| 2702  | ↗3409 | ↗4153 | ↗5085 | ↗5631 | ↗5816 | ↘5721 |
| 2021  |       |       |       |       |       |       |
| ↘5542 |       |       |       |       |       |       |

Национальный состав
По данным Всероссийской переписи населения 2010 года.
| Национальная принадлежность                                   | Численность, чел. | Доля от всего населения, % |
| ------------------------------------------------------------- | ----------------- | -------------------------- |
| русские                                                       | 2 790             | 48,0 %                     |
| удмурты                                                       | 2 700             | 46,4 %                     |
| азербайджанцы                                                 | 121               | 2,1 %                      |
| татары                                                        | 78                | 1,3 %                      |
| украинцы                                                      | 11                | 0,2 %                      |
| армяне                                                        | 10                | 0,2 %                      |
| грузины                                                       | 9                 | 0,2 %                      |
| другие (в том числе не указавшие национальную принадлежность) | 97                | 1,7 %                      |

## Экономика
Основной сектор экономики — деревообрабатывающая промышленность. В Вавоже расположены предприятия «Вавожлеспром» (производит вагонку, плинтуса и пр.) и «Вавожлес» (деловая древесина, дров и др.). Пищевая промышленность представлена колбасным цехом.

## Транспорт
Вавож связан автобусным сообщением с Ижевском, Можгой Глазовом и Увой. Существуют также внутрирайонные автобусные маршруты.
Ближайшая одноимённая железнодорожная станция находится в 12 км к северу от села.

## Культура
В селе расположен Вавожский районный краеведческий музей, районная библиотека, дом культуры.

## Достопримечательности
Восстанавливаемый в настоящее время Свято-Никольский храм, Памятник землякам, погибшим в годы Великой Отечественной войны, памятник Кузебаю Герду.

## Известные жители
- Елабужский Михаил Стефанович (27.10.1869, с. Халды — 19.09.1937, с. Вавож) — православный миссионер, этнограф; протоиерей. В 1912 прибыл для службы в село Вавож. Представлял Вятскую епархию на Всероссийских поместных соборах 1917 и 1923 гг.[20]
- Несмелова Вера Васильевна (родилась 24.08.1929 года, с. Вавож) — современная писательница и составительница сказок.